# Hermetisme (literatura)
En literatura, principalment en la lírica, l'hermetisme o poesia hermètica és una modalitat poètica caracteritzada per la seva dificultat. Un exemple n0és el de l'escola simbolista, en la qual el llenguatge i l'imaginari són subjectius, i on el poder suggeridor del so dels mots és tan important com el seu sentit. El nom fa referència a Hermes Trismegist, el suposat autor de les doctrines místiques englobades en la tradició neoplatònica conegudes com a Corpus Hermeticum.
Durant el Renaixement van ploriferar les obres de caràcter hermètic, sobretot després de la traducció de Marsilio Ficino dels textos neoplatònics. En el context del Novecento italià, sorgí un nou moviment caracteritzat per l'hermetisme durant les dècades de 1920 i 1930, en part com a reacció a l'ús del llenguatge i la concepció de l'art a l'època feixista, i que és el principal sentit del terme actualment. Algunes característiques d'aquest moviment són la reducció a l'essència o l'eliminació de la puntuació, així com les formes breus i sintètiques, que de vegades configuraven obres de tan sols dos o tres versos.

## Origen del terme
El mot ermetismo va ser emprat per primer cop en llengua italiana per part del crític Francesco Flora, si bé en un sentit molt genèric, sense especificar gaire més, l'any 1936. Recupera el sentit místic de la paraula poètica tot fent referència a la figura llegendària d'Hermes Trismegist, ("Hermes Tres Cops Gran"), de l'època hel·lenística, suposat autor de textos com el Corpus Hermeticum o l'obra d'Asclepi, El mateix any, el poeta italià Carlo Bo va publicar un assaig a la revista literària Il Frontespizio que portava com a títol Letteratura come vita, on detallava els fonaments teòrics i metodològics de la poesia hermètica.
A nivell literari, el terme assenyala un tipus de poesia que té un caràcter clos (és a dir, tancat, hermètic), de construcció complexa i que generalment presenta una successió d'analogies difícils d'interpretat. Al si del moviment, que tenia com a referents principals els poetes decadentistes com Mallarmé, Rimbaud o Verlaine, així com dels Creposcolari i el futurisme, es trobava un grup de poetes italians que es definien emprant aquest nom i que seguien el model estilístic de Giuseppe Ungaretti i Eugenio Montale. Aquesta dificultat i possibilitat limitada de comprensió era accentuada per la tendència del grup a cloure's dins d'un cercle d'iniciats.

## Temàtiques i estil
Aquest grup volgudament rebutjava tota implicació social o política per tal de desentendre's de la cultura del feixisme. Amb aquest objectiu el grup hermètic emprava un estil difícil i impenetrable que utilitzava una introspecció emocional constant. Alguns d'aquests intel·lectuals van prendre postures antifeixistes, com és el cas de Romano Bilenchi, Elio Vittorini, Alfonso Gatto i Vasco Patrolini. Una frase associada amb el moviment és "la tradició és el millor aliat de l'hermetisme".
La poesia hermètica s'oposa a la manipulació verbal i a les facilitats proveïdes per la comunicació de masses, que van coincidir en el temps en el període d'entreguerres amb la creixent propaganda dels règims nazi i feixistes. Proposen, com a reacció, una lírica desarrelada que emprèn la missió de retornar el sentit a les paraules, etornar-les al seu sentit semàntic, i de fer-les servir només quan és estrictament necessari. En el cas de poetes com Quasimodo, comparteixen la voluntat d'altres avantguardes d'acabar amb les rígides estructures del llenguatge.
Els hermètics tenen com ideal la "poesia pura", composició essencial sense voluntat didàctica. El seu tema central és el sentiment de desesperació i solitud que ha d'experimentar l'home modern, aquell qui ha perdut els valors antics i els mites de la societat romàntica i positivisita, i que ja no disposa de cap certesa a la qual aferrar-se. L'home modern viu en un món incomprensible, maltractat per les guerres i esclavitzat per les dictadures. Per això el poeta té una visió desproveïda d'optimisme i falses il·lusions, i rebutja la paraula com a acte comunicatiu per tal de reduir-la un ús exclusivament evocatiu. Així doncs, la poesia hermètica és una poesia introspectiva, de reflexió interior expressada per un to filosòfic, i que fa servir un llenguatge refinat i suggeridor, que desplaça el contacte directe amb l'experiència i prefereix un joc al·lusiu.
Per descriure el pas fugaç de l'existència humana, Salvatore Quasimodo va compondre el seu famós poema hermètic Ed è subito sera:
Ognuno sta solo sul cuor della terra
trafitto da un raggio di sole
ed è subito sera
El moviment va extreure profusa inspiració del segon llibre d'Ungaretti, Sentimento del Tempo, de 1933, que conté complexes analogies que han fet d'Ungaretti un dels primers exponents d'aquest estil.
En el camp de la crítica literària englobada dins de l'hermetisme, Carlo Bo va ser el seu principal practicant, amb el seu discurs La letteratura come vita, de 1938. Es considera el veritable manifest hermètic en descriure la poesia com una instància d'Absolut. Entre d'altres crítics i teòrics, es troben Oreste Macrì, Giansiro Ferrata, Luciano Anceschi i Mario Luzi.
Durant la segona meitat de la dècada del 1930, un important grup hermètic va sorgir a Florència al voltant de les revistes Il Frontespizio i Solaria, inspirades en l'obra de Giuseppe Ungaretti, Salvatore Quasimodo i Arturo Onofri, i directament emprarentats amb el simbolisme europeu, amb influència de moviments d'avantguarda recents com ara el surrealisme o l'existencialisme.